# Bugatti & Gulinelli Type 2
Der Bugatti & Gulinelli Type 2 ist ein Pkw-Modell. Hersteller war Bugatti & Gulinelli aus Italien.

## Beschreibung
Nachdem Ettore Bugatti den Fahrrad- und Automobilhersteller Prinetti & Stucchi verlassen hatte, traf er im September 1900 auf die Brüder Gulinelli. Im Oktober 1900 begannen die Arbeiten an diesem Fahrzeug. Erst Anfang 1901 gründeten Bugatti und die Brüder das Unternehmen Bugatti & Gulinelli. Spätestens im Mai 1901 war das erste Fahrzeug fertig. Es wurde in diesem Monat auf einer Ausstellung in Mailand präsentiert und ausgezeichnet. Die Presse bezeichnete den Wagen als „bestes italienisches Auto“.
Eine Quelle bezeichnet das Fahrzeug als Leichtwagen oder Voiturette, weil es nur 650 kg wiegt. Eine andere Quelle stuft es als Sportwagen ein.
Der Wagen hat einen Vierzylinder-Reihenmotor. 90 mm Bohrung und 120 mm Hub ergeben 3054 cm³ Hubraum. Eine Quelle nennt etwa 12 PS Motorleistung. Der vorne im Fahrgestell eingebaute Motor treibt über ein Vierganggetriebe und eine Kette die Hinterachse an. Die offene Karosserie in Form eines Phaetons bietet Platz für zwei Personen. Die Höchstgeschwindigkeit lag im Bereich von 60 km/h bis 65 km/h.
Weitere Details sind Leiterrahmen, paarweise gegossene Zylinder, je ein Ein- und Auslassventil je Zylinder und Rechtslenkung. Eine Quelle gibt einen Radstand von etwa 180 cm an.
Als einer der Brüder Gulinelli starb, kam die Produktion zum Erliegen. Dies war entweder 1901 oder 1902. Eine Quelle gibt an, dass mindestens zwei Fahrzeuge hergestellt wurden. Eine andere Quelle nennt wenige Exemplare.
Ettore Bugatti wurde im Juni 1902 als Chefkonstrukteur von De Dietrich angeworben.